# Adrian (Texas)
Adrian es una ciudad ubicada en el condado de Oldham en el estado estadounidense de Texas. En el Censo de 2010 tenía una población de 166 habitantes y una densidad poblacional de 136,37 personas por km².

## Geografía
Adrian se encuentra ubicada en las coordenadas 35°16′27″N 102°40′2″O / 35.27417, -102.66722. Según la Oficina del Censo de los Estados Unidos, Adrian tiene una superficie total de 1.22 km², de la cual 1.22 km² corresponden a tierra firme y (0%) 0 km² es agua.

## Demografía
Según el censo de 2010, había 166 personas residiendo en Adrian. La densidad de población era de 136,37 hab./km². De los 166 habitantes, Adrian estaba compuesto por el 90.36% blancos, el 2.41% eran afroamericanos, el 0% eran amerindios, el 3.01% eran asiáticos, el 0% eran isleños del Pacífico, el 3.61% eran de otras razas y el 0.6% pertenecían a dos o más razas. Del total de la población el 9.64% eran hispanos o latinos de cualquier raza.